# Герхард Ханаппи (стадион)
«Герхард Ханаппи» — футбольный стадион в Вене, Австрия, домашняя арена футбольного клуба «Рапид» с 1977 по 2013 год. Снесён в 2014 году.

## История
Стадион был официально открыт в 1977 году под названием «Вестштадион». В 1980 году арена была переименована в честь её архитектора, легендарного футболиста Герхарда Ханаппи. В среде фанатов стадион часто называли «Святой Ханаппи», в соответствии с лозунгом болельщиков Rapid ist uns’re Religion («Рапид — это наша религия»).
Стадион являлся вторым по вместимости в Вене после стадиона «Эрнст Хаппель».